# Sarpanitu
Sarpanitu, Zarpanitu (akad. Ṣarpānītu) – w mitologii babilońskiej małżonka boga Marduka, a tym samym naczelna bogini miasta Babilon, matka boga Nabu, czczona jako bogini ciąży i narodzin.

## Imię
Jej imię znaczy „ta z Sarpan”, gdzie Sarpan odnosi się do niezlokalizowanego dotychczas miasta leżącego najprawdopodobniej w pobliżu Babilonu. Według jednego z zachowanych tekstów miasto to przekazać miał Sarpanitu w prezencie jej małżonek, Marduk: 
„On (tj. Marduk) dał jej w prezencie miasto Sarpan, [...] dla Sarpanitu” (akad. [i]š-ruq-ši URU Ṣar-pa-an [... a-n]a dṢar-pa-ni-tum)
Według innego, teologicznego wyjaśnienia, imię tej bogini wywodzić się miało od akadyjskich słów zēr bānītum (tłum. „stworzycielka potomstwa”):
„Sarpanitu, ta, która zgodnie ze swym imieniem tworzy potomstwo” (akad. dṢarpānītum ša kīma šumišama bānāt zēri)
Stąd też w niektórych tekstach imię Sarpanitu występuje w zapisie Zēr(NUMUN)-bānī(DÙ)-tum.
W przeszłości niektórzy badacze próbowali wywodzić imię tej bogini od akadyjskiego słowa ṣarpu (tłum. „oczyszczone srebro”). Zgodnie z tą teorią imię jej miałoby wtedy znaczyć „Ta, która świeci jak oczyszczone srebro”.
Pod imieniem Eru/Erua (zapisywane E4-ru6, E4-ru6-ú-a) czczono Sarpanitu jako boginię narodzin (od akadyjskiego erû – „być w ciąży”).
W tekstach związanych z obchodami babilońskiego święta akitu Sarpanitu występuje często nie pod swoim imieniem, ale pod noszonym przez siebie tytułem Belti (akad. Beltī, tłum. „moja pani”).

## Kult
Sarpanitu jako małżonka Marduka i matka Nabu zajmowała jedno z najważniejszych miejsc w panteonie babilońskim. Uważano ją za opiekunkę ciężarnych kobiet i boginię narodzin. Głównym miejscem jej kultu było miasto Babilon. To tu w kompleksie świątynnym E-sagila znajdowała się cella z jej posągiem zwana E-dara-ana (sum. é.dàra.an.na, tłum. „Dom dzikiego kozła niebios”). W trakcie noworocznego święta akitu posąg Sarpanitu wraz z posągami Marduka i innych babilońskich bóstw obnoszono ulicami Babilonu w uroczystej procesji. 
Jedna z modlitw odmawianych przed posągiem Sarpanitu tak opisuje tę boginię:
„Potężna bogini, najbardziej wywyższona z bogiń,

Zarpanitu, najjaśniejsza ze (wszystkich) gwiazd, która mieszka w E-udul,

[...] z bogiń, których szaty są zwiewne,

która przemierza niebiosa, gromadzi ziemię,

Zarpanitu, której miejsce jest wysokie.

Jasna jest Beltija, wzniosła i potężna,

wśród bogiń nie ma drugiej jak ona,

która demaskuje, która chroni,

która bogatych czyni biednymi, a biednych bogatymi,

która pokonuje wrogów, którzy nie szanują jej boskości”